# 科卡班巴區

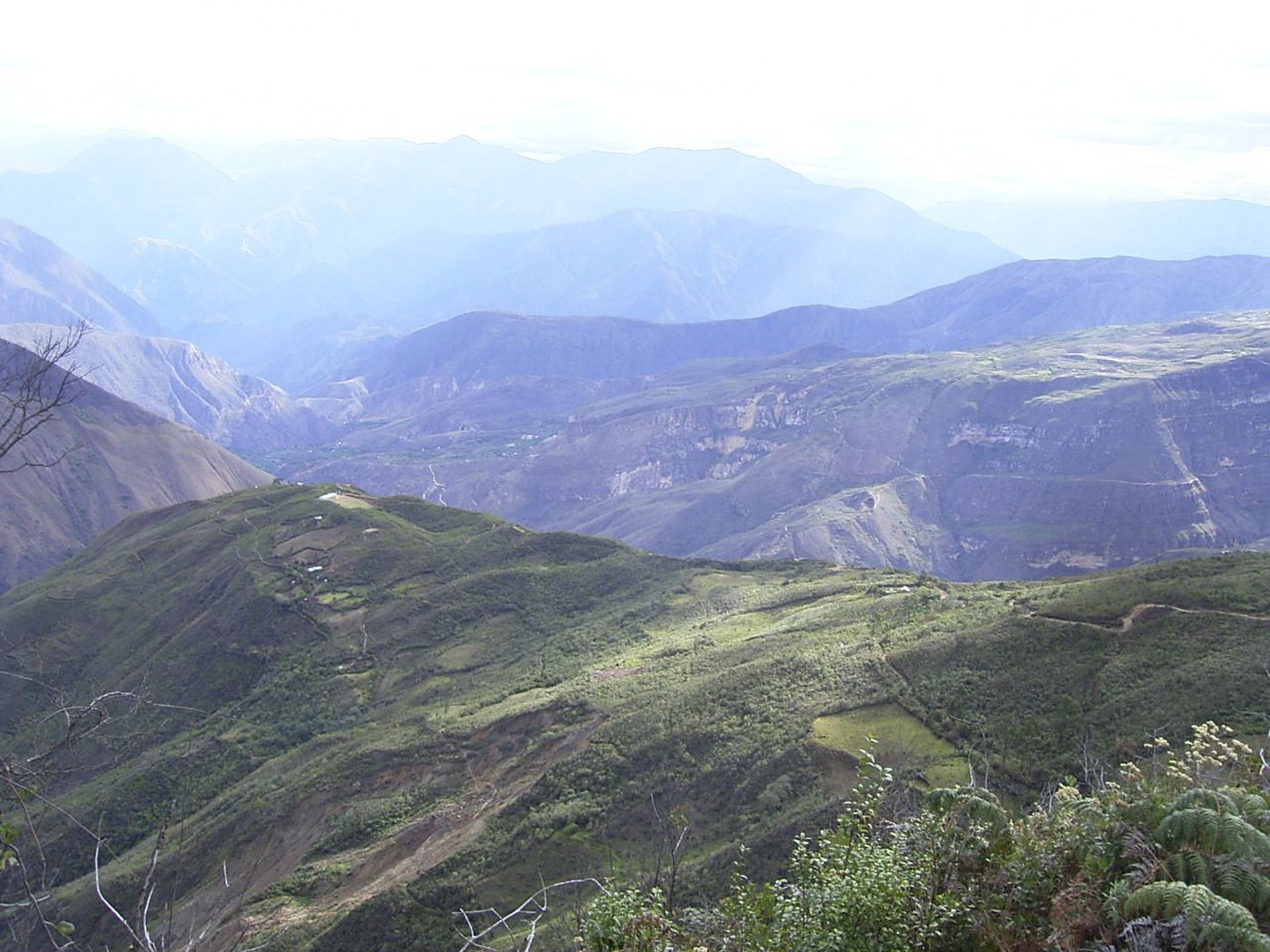

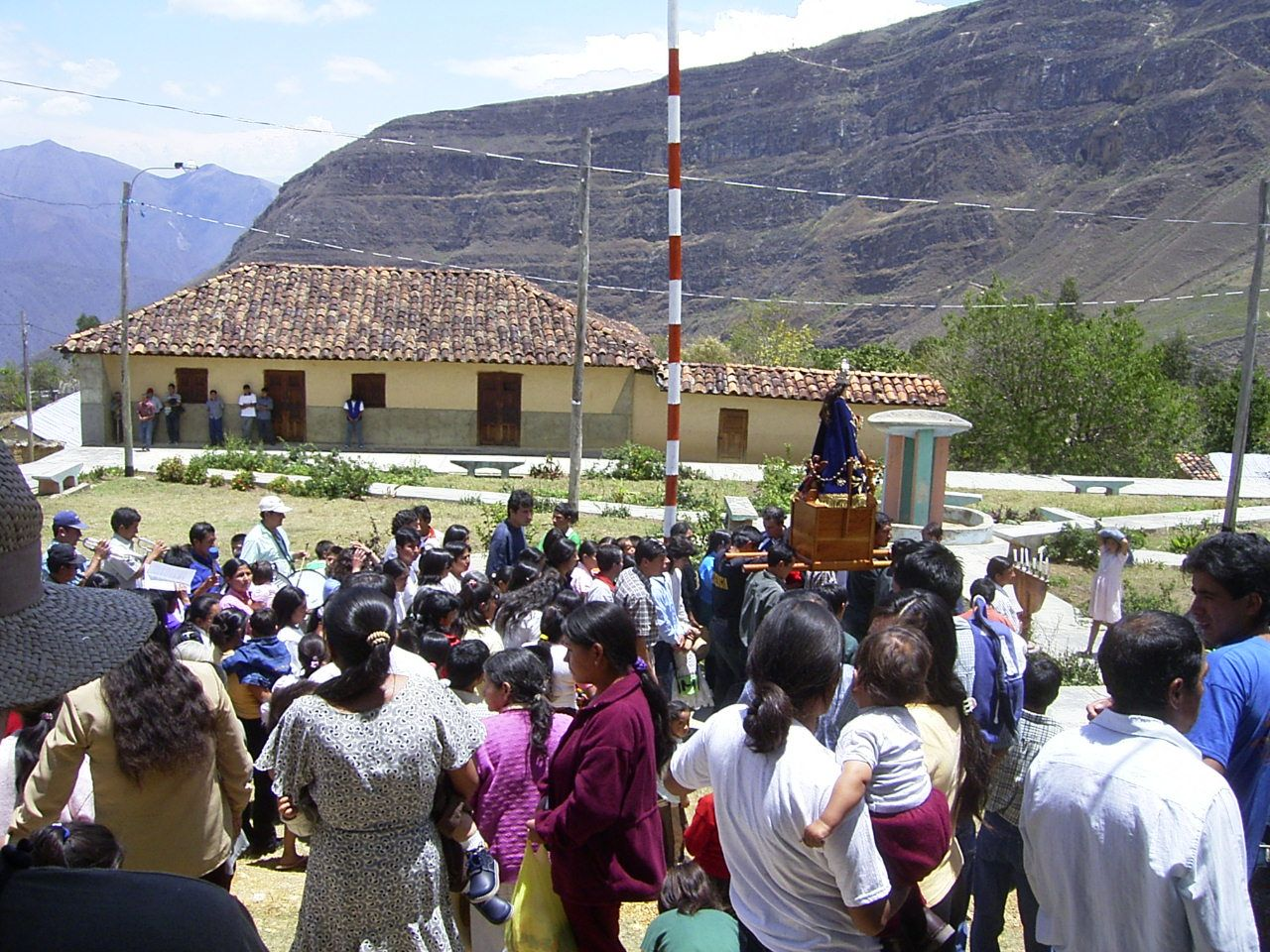

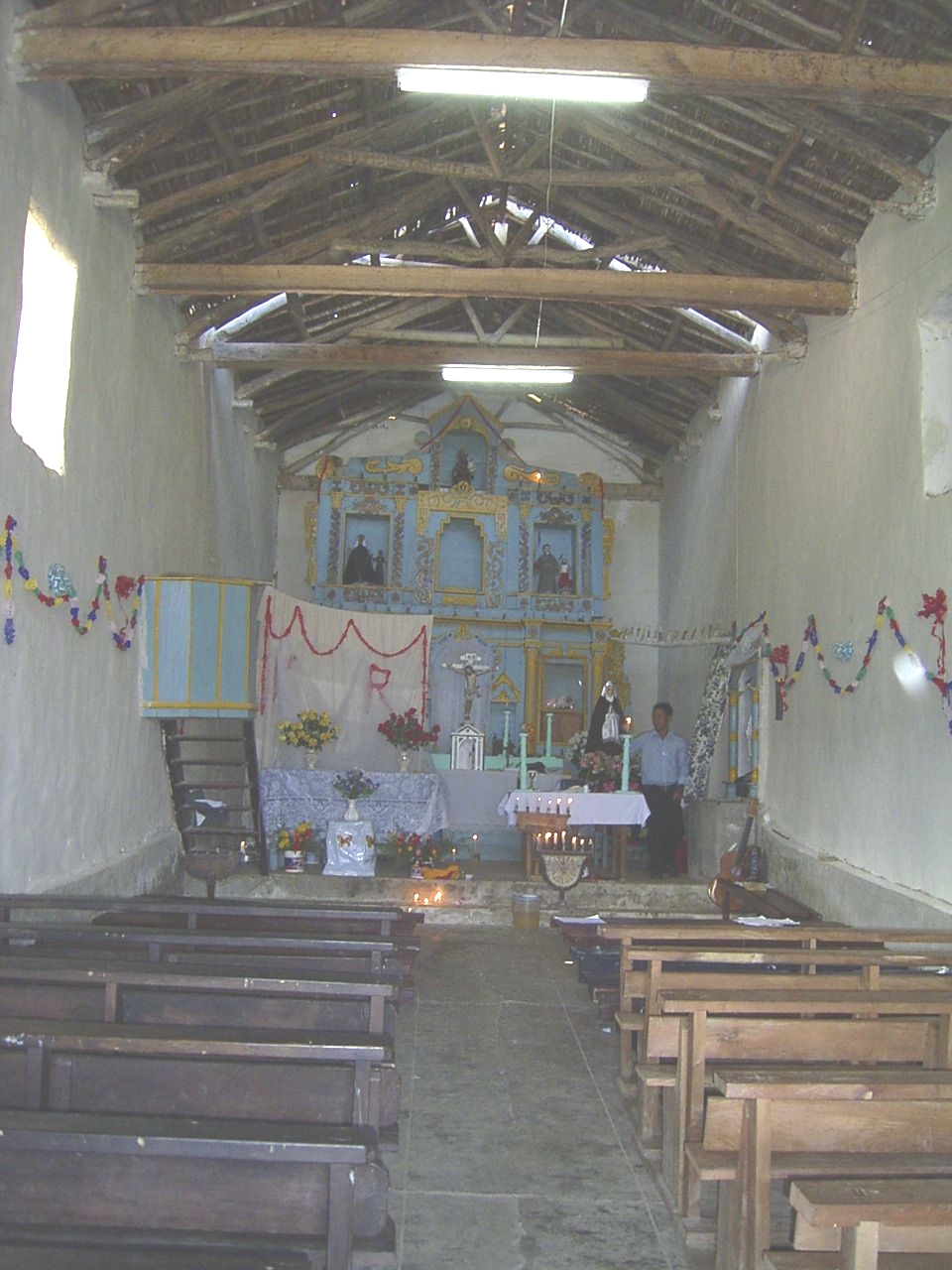

6°36′50″S 78°0′18″W / 6.61389°S 78.00500°W
科卡班巴區（西班牙語：Distrito de Cocabamba），是秘魯的一個區，位於該國北部亞馬遜大區的盧亞省，始建於1861年2月5日，面積355.9平方公里，海拔高度2,500米，2005年人口2,133，人口密度每平方公里6人。